# Ahman

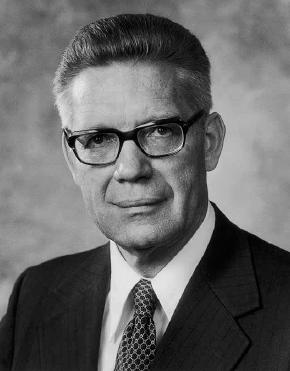
Bruce R. McConkie, członek Kworum Dwunastu Apostołów i specjalista w zakresie mormońskiej doktryny, w swych pismach analizował imię Ahman

Ahman – w wierzeniach ruchu świętych w dniach ostatnich (mormonów) jedno z imion Boga Ojca. Osadzone w mormońskich pismach świętych, ma pochodzić z języka adamowego. Stanowi obiekt dociekań mormońskich teologów, utrwalone zostało w mormońskiej kulturze i tradycji. Jako integralna część historii świętych w dniach ostatnich pojawia się również poza Kościołem Jezusa Chrystusa Świętych w Dniach Ostatnich.

## Geneza i źródła
Ahman ma być imieniem zachowanym w czystym i niesplugawionym języku adamowym, uniwersalnym prajęzyku obecnym na marginesie mormońskiej teologii. Jest osadzone w pismach świętych ruchu świętych w dniach ostatnich, bezpośrednio wspomniane zostało w Naukach i Przymierzach (rozdziały 78. oraz 95.). Pochodzi z objawienia otrzymanego przez Josepha Smitha 1 marca 1832, zawierającego właśnie próbkę wspomnianego wyżej czystego, uniwersalnego języka.
Prawdopodobna aluzja do niego mieści się również w wersecie 57. szóstego rozdziału Księgi Mojżesza wchodzącej w skład Perły Wielkiej Wartości, w którym Bóg Ojciec określony jest mianem człowieka świętości. Zauważano, że terminy te są albo identyczne, albo przynajmniej bardzo zbliżone znaczeniowo. Z tego też względu mormońska teologia zazwyczaj przywołuje to słowo w kontekście omawiania natury Boga jako wywyższonego człowieka posiadającego ciało fizyczne.

## W mormońskiej teologii
Jakkolwiek w kulturze Kościoła Jezusa Chrystusa Świętych w Dniach Ostatnich teologia jest traktowana z pewną niechęcią, wynikającą prawdopodobnie z przywiązania do doktryny ciągłości objawienia, spekulacje na temat tego słowa zdołały się przebić do mormońskiego dyskursu. Bruce R. McConkie, członek Kworum Dwunastu Apostołów oraz specjalista w zakresie mormońskiej doktryny, zauważył podobieństwo tego słowa do imienia jednego z głównych staroegipskich bogów, mianowicie Amona, jak również do występującej w judaizmie, innych Kościołach chrześcijańskich oraz w islamie uroczystej formuły amen. Dodał jednocześnie, iż nie jest wykluczone, że termin ten, jakkolwiek w formie zniekształconej i zmienionej, mógł zostać przechowany w rozmaitych religiach. Podobieństwo do formuły amen zauważone zostało także przez innych komentatorów, w powiązaniu z wersetem czternastym rozdziału trzeciego Apokalipsy św. Jana.

## W mormońskiej tradycji i kulturze
Imienia można się także doszukać w nazwie Adam-ondi-Ahman, miejsca w hrabstwie Daviess w stanie Missouri, do którego miał się udać Adam po opuszczeniu ogrodu Eden. Również jako część tego terminu został utrwalony w kulturze świętych w dniach ostatnich, w tym w hymnie pióra W.W. Phelpsa, opublikowanym w pierwszym mormońskim śpiewniku z 1835. Pokrewny w formie i treści wobec utworu Phelpsa hymn autorstwa Elizabeth Ann Smith Whitney stanowi inny przykład obecności tego imienia we wczesnej mormońskiej kulturze.

## W innych denominacjach ruchu świętych w dniach ostatnich
Imię Ahman – jako integralna część szerszej mormońskiej historii – pojawia się również w kontekstach niezwiązanych z Kościołem Jezusa Chrystusa Świętych w Dniach Ostatnich, zatem w innych grupach szukających swych źródeł w religijnej aktywności Josepha Smitha. Warren Jeffs, prezydent-prorok Fundamentalistycznego Kościoła Jezusa Chrystusa Świętych w Dniach Ostatnich, używał odnoszącej się do Jezusa Chrystusa frazy Son Ahman w serii dokumentów wysyłanych do amerykańskich mediów oraz bibliotek. Do tego imienia nawiązuje również pierwotna nazwa Sons Ahman Israel, niewielkiej wspólnoty łączącej w swych wierzeniach mormonizm z elementami gnostyckimi, w tym manichejskimi.